# Чардак (Вранча)
Чардак (рум. Ceardac) насеље је у Румунији у округу Вранча у општини Голешти. Oпштина се налази на надморској висини од 54 m.

## Становништво
Према подацима из 2002. године у насељу је живело 493 становника, од којих су сви румунске националности.